# Wężewo (Kowale Oleckie)
Wężewo (deutsch Wensöwen, 1938 bis 1945 Eibenau) ist ein Dorf in der polnischen Woiwodschaft Ermland-Masuren und gehört zur Landgemeinde Kowale Oleckie (Kowahlen, 1938 bis 1945 Reimannswalde) im Powiat Olecki (Kreis Oletzko, 1933 bis 1945 Kreis Treuburg).

## Geographische Lage
Wężewo liegt im Nordosten der Woiwodschaft Ermland-Masuren und südlich der Seesker Höhe (polnisch Wzgórza Szeskie), 17 Kilometer nordwestlich der Kreisstadt Olecko (Marggrabowa, 1928 bis 1945 Treuburg).

## Geschichte
Das damalige Wensiffen wurde 1562 gegründet. Am 24. Dezember des gleichen Jahres wurde es von Herzog Albrecht von Preußen zu Lehen verliehen, 1565 erhielt es Kaspar von Nostiz aus gleicher Hand.
Zum Dorf Wensowen (vor 1774) bzw. Wensewen (vor 1785) gehörte ein großes Gut. Der Gutsbezirk wurde am 27. Mai 1874 Amtsdorf und damit namensgebend für einen neu errichteten Amtsbezirk. Er gehörte bis 1914 zum Kreis Oletzko im Regierungsbezirk Gumbinnen der preußischen Provinz Ostpreußen. Bereits am 3. August 1874 schlossen sich die Landgemeinde Fritzendorf (nicht mehr existent) und die Gutsbezirke Sydden (1938 bis 1945: Sidden, polnisch Żydy) und Wensöwen zum neuen Gutsbezirk Wensöwen-Sydden zusammen, der bereits vor 1881 in „Gutsbezirk Wensöwen“ (ohne Zusatz) umbenannt wurde. Jetzt gehörte nur noch Wensöwen zum gleichnamigen Amtsbezirk, der dann am 30. Mai 1914 aufgelöst und das Dorf in den Amtsbezirk Statzen (polnisch Stacze) umgegliedert wurde. Zu ihm gehörte Wensöwen, das 1938 in „Eibenau“ umbenannt wurde, bis 1945. 

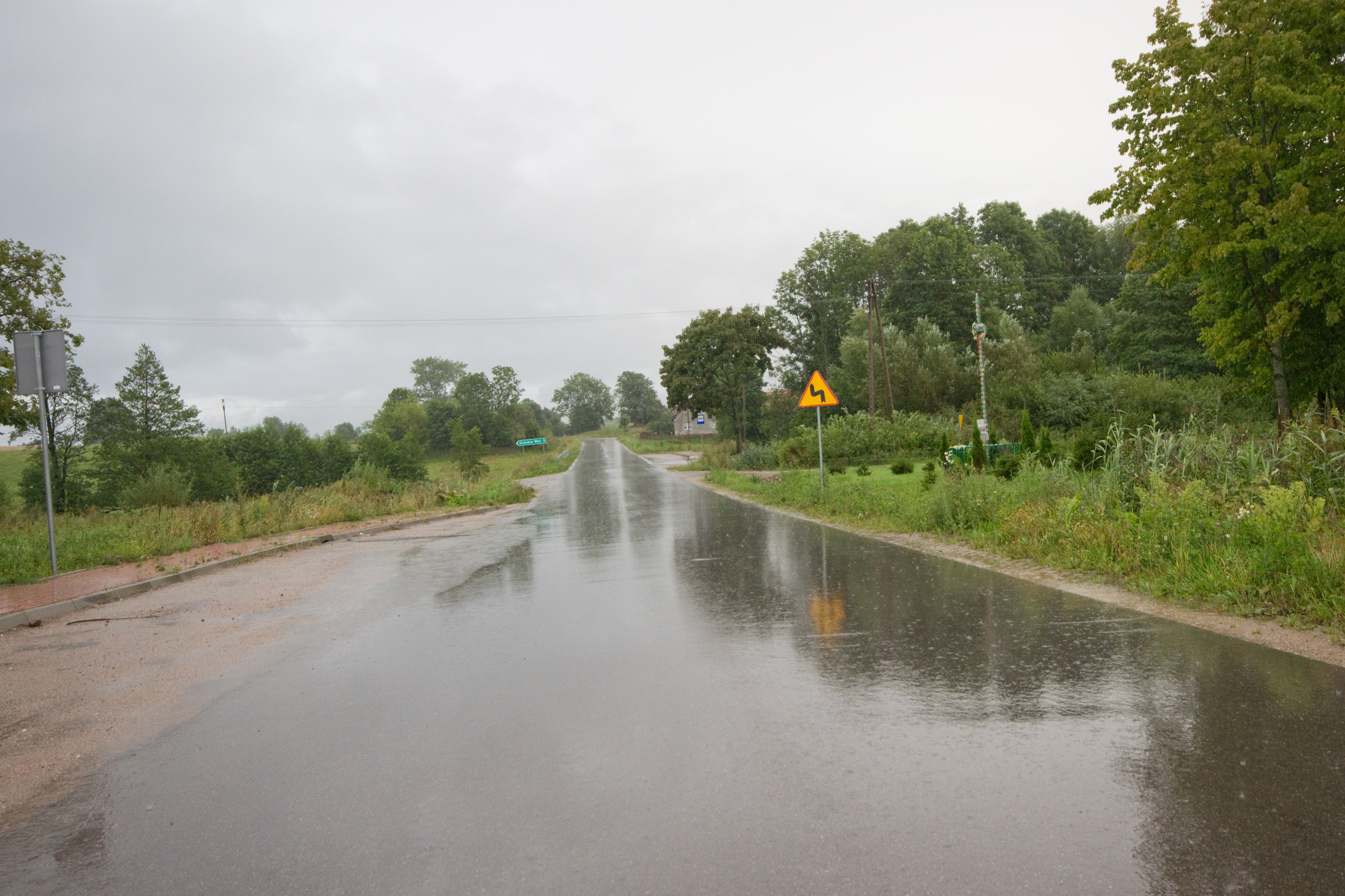
Ortsdurchfahrt Wężewo

Die Zahl der Einwohner Wensöwens wuchs stetig: waren es 1863 noch 160 Einwohner, so im Jahre 1910 bereits 341, 1933 schon 560 und 1939 nahezu gleichbleibend 532.
Aufgrund der Bestimmungen des Versailler Vertrags stimmte die Bevölkerung im Abstimmungsgebiet Allenstein, zu dem Wensöwen gehörte, am 11. Juli 1920 über die weitere staatliche Zugehörigkeit zu Ostpreußen (und damit zu Deutschland) oder den Anschluss an Polen ab. In Wensöwen stimmten 224 Einwohner für den Verbleib bei Ostpreußen, auf Polen entfiel keine Stimme.
Am 17. März 1923 wurde der Gutsbezirk Wensöwen in eine Landgemeinde umgewandelt.
In Kriegsfolge kam Wensöwen 1945 mit dem südlichen Ostpreußen zu Polen und trägt seither die polnische Namensform „Wężewo“. Heute ist das Dorf Sitz eines Schulzenamtes (polnisch Sołectwo) und Teil der Landgemeinde Kowale Oleckie im Powiat Olecki, bis 1998 der Woiwodschaft Suwałki, seitdem der Woiwodschaft Ermland-Masuren zugehörig.

### Amtsbezirk Wensöwen (1874–1914)
Für 40 Jahre bestand der Amtsbezirk Wensöwen, in den drei Ortschaften eingegliedert waren. Aufgrund einer Umstrukturierung war es nachher nur noch eine Ortschaft, so dass der Amtsbezirk aufgelöst wurde:
| Name        | Name nach 1938 | Polnischer Name | Bemerkungen                      |  |
| ----------- | -------------- | --------------- | -------------------------------- |  |
| Fritzendorf |                |                 | 1874 nach Wensöwen eingegliedert |  |
| Sydden      | Sidden         | Żydy            | 1874 nach Wensöwen eingegliedert |  |
| Wensöwen    | Eibenau        | Wężewo          |                                  |  |

## Kirche
Wensöwen resp. Eibenau war vor 1945 in das evangelische Kirchspiel der Kirche Czychen (1938 bis 1945: Bolken, polnisch Cichy) im Kirchenkreis Oletzko/Treuburg in der Kirchenprovinz Ostpreußen der Kirche der Altpreußischen Union eingepfarrt. Die katholischen Kirchenglieder orientierten sich nach Marggrabowa (1928 bis 1945 Treuburg, polnisch Olecko) im Bistum Ermland.
Heute gehören die katholischen Einwohner Wężewos zur neu errichteten Pfarrei in Cichy, die in Sokółki (Sokolken, 1938 bis 1945 Halldorf) eine Filialkirche unterhält. Sie gehört zu einem der beiden Dekanate in Olecko im Bistum Ełk der Katholischen Kirche in Polen. Die evangelischen Einwohner gehören zur Kirchengemeinde in Gołdap (Goldap), einer Filialgemeinde von Suwałki in der Diözese Masuren der Evangelisch-Augsburgischen Kirche in Polen.

## Verkehr
Wężewo liegt an einer Kreuzung mehrerer Nebenstraßen, von denen die Verbindungsstraße von Kowale Oleckie (Kowahlen, 1938 bis 1945 Reimannswalde) nach Dunajek (Duneyken, 1938 bis 1945 Duneiken) die bedeutendste ist, verbindet sie doch zugleich die polnische Landesstraße DK 65 (einstige deutsche Reichsstraße 132) mit der Woiwodschaftsstraße DW 655. Von Nasuty (Nossuten) führt außerdem eine Nebenstraße nach hier, und ebenfalls ist der Nachbarort Żydy (Sydden, 1938 bis 1945 Sidden) durch eine Landwegverbindung angeschlossen. Ein Bahnanschluss besteht nicht.